# Twierdza Dęblin

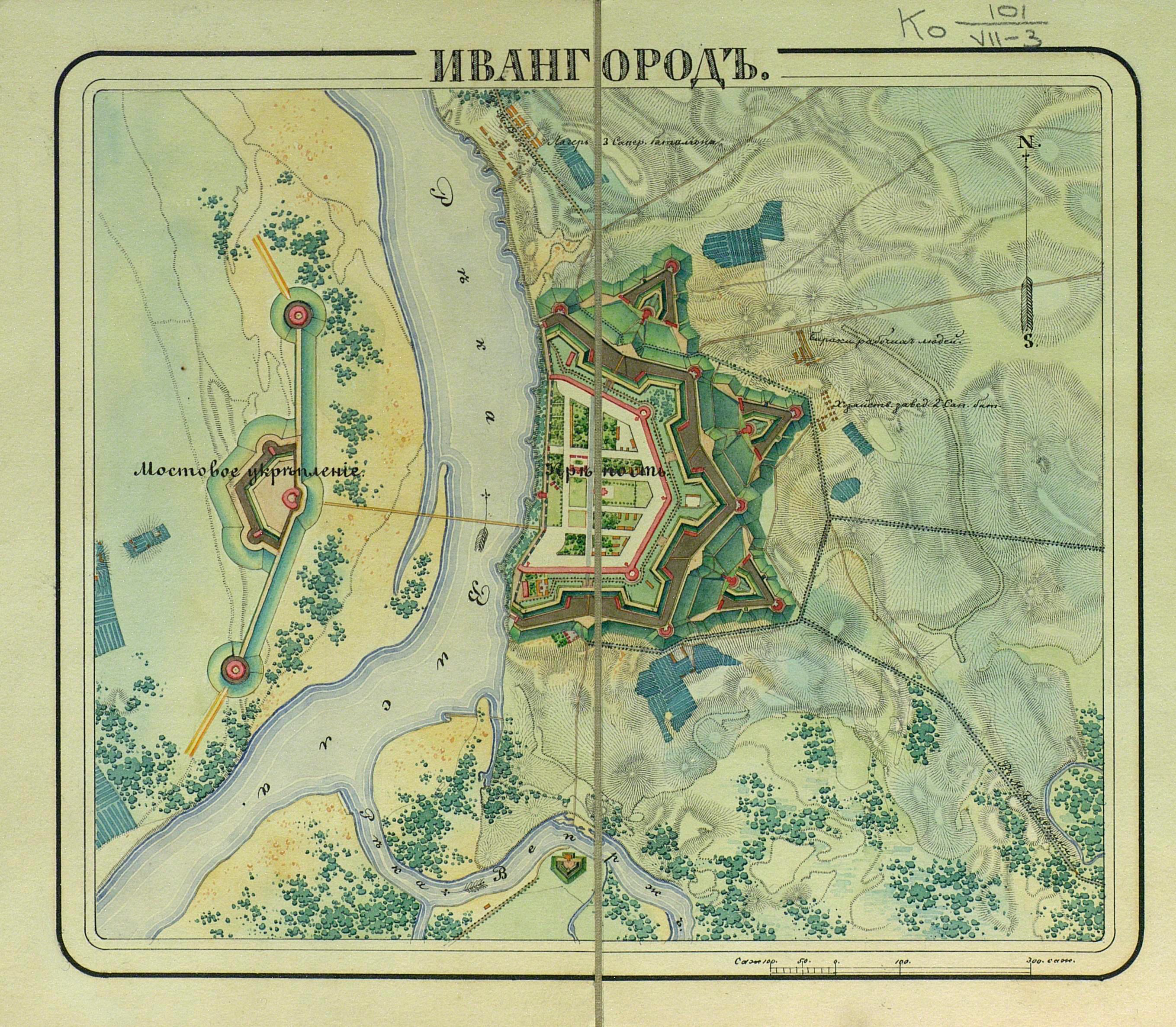
Plan pierwotnej twierdzy

Twierdza Dęblin (Iwanogród) – zespół obiektów fortecznych wzniesionych przez Rosję w XIX wieku u zbiegu Wieprza i Wisły, w miejscowości Dęblin.

## Twierdza bastionowa 1832-1878

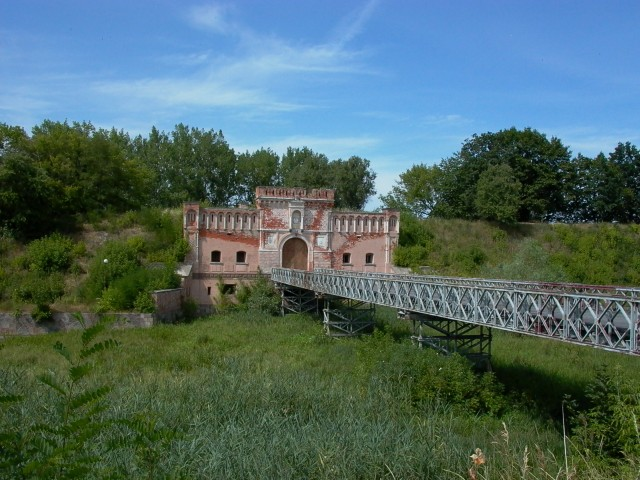
Dęblin: Brama Lubelska Cytadeli

Budowę twierdzy rozpoczęto wkrótce po klęsce powstania listopadowego. Prócz zadań obronnych, miała ona podobnie jak Cytadela Aleksandrowska w Warszawie pełnić funkcje policyjne. Twórcą umocnienia był generał Iwan Dehn, twórca większości wznoszonych ówcześnie rosyjskich fortyfikacji, między innymi rozbudowywanej Twierdzy Modlin czy wspomnianej Cytadeli Aleksandrowskiej. Budowę rozpoczęto w 1832 roku i kontynuowano ją do roku 1847. W efekcie powstała położona na prawym brzegu Wisły twierdza bastionowa o narysie pięciobocznym (pentagonalnym). Odcinki między bastionami i półbastionami – kurtyny bronione były przez kazamaty artyleryjskie. Przed głównym obwodem twierdzy wzniesiono trzy lunety oraz dwie wysunięte reduty. Ponadto na lewym brzegu Wisły wybudowano przedmoście, zwane Fortem Gorczakowa. Wnętrze twierdzy wypełniały liczne obiekty zaplecza, przede wszystkim potężny gmach koszarowy o długości około 1500 metrów, magazyny i cerkiew. Twierdza i miasto Dęblin nosiły w tym czasie nazwę Iwangorod – od imienia namiestnika Królestwa, Iwana Paskiewicza.

## Twierdza fortowa 1878-1915

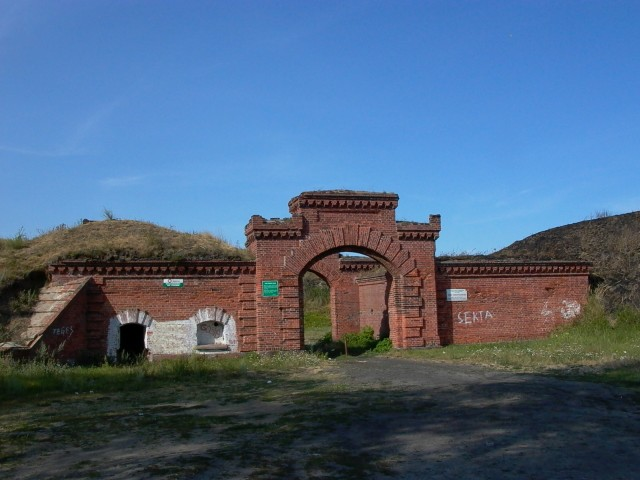
Dęblin: brama fortu II „Mierzwiączka”

Na przełomie lat siedemdziesiątych i osiemdziesiątych XIX wieku przystąpiono do modernizacji i rozbudowy rosyjskich fortyfikacji. W jej ramach Twierdza Iwangorod została zmieniona w twierdzę fortową. Wzniesiono system 7 ceglano-ziemnych fortów, z których trzy znajdowały się na lewym brzegu Wisły. W latach dziewięćdziesiątych przeszły one modernizację, polegającą na wzmocnieniu betonem oraz rozbudowie powierzchni magazynowych. Mimo tych zmian twierdza, podobnie jak większość rosyjskich umocnień, była przestarzała i niedostosowana do warunków nowoczesnej wojny, zwłaszcza w przypadku konfliktu z Niemcami. W 1909 roku twierdza została skasowana. W następnych latach wiele elementów twierdzy zostało rozebranych bądź wysadzonych. Kolejna zmiana planów tuż przed wybuchem pierwszej wojny światowej ponownie nadała Dęblinowi status twierdzy i zadanie obrony przepraw przez Wisłę.
W latach 1914–15 okolice twierdzy były polem ciężkich zmagań między wojskami rosyjskimi a niemieckimi i austro-węgierskimi. Sama twierdza jednak została opuszczona w tych samych dniach, co inne umocnienia rosyjskie na zachodzie Cesarstwa. 4 sierpnia 1915 roku do twierdzy wkroczyły wojska niemieckie.

## Losy po 1915 r.
W okresie międzywojennym cytadelę obsadzało Wojsko Polskie, zaś w większości fortów kontynuowano prace rozbiórkowe. W Dęblinie i jego rejonie mieściły się bardzo ważne magazyny wojskowe (w Stawach) oraz słynna szkoła lotnicza.
W roku 1939 wielkie tempo niemieckiej ofensywy nie pozwoliło zorganizować obrony Wisły na tym odcinku. Tragicznym dowodem na błędy popełnione w tym okresie przez stronę polską jest wysadzenie wspomnianej składnicy w Stawach. Zniszczone zostały wtedy ogromne ilości sprzętu wojennego, w tym około 200 tysięcy karabinów.
W czasie okupacji na terenie twierdzy mieścił się obóz jeniecki. W 1944 roku w rejonie Dęblina toczyły się bardzo ciężkie walki między wojskami radziecko-polskimi a niemieckimi. Na terenie twierdzy znajduje się cmentarz żołnierzy Armii Radzieckiej.
Obecnie cytadela Twierdzy Dęblin zajęta jest przez Wojsko Polskie. Pozostałości istniejących fortów są opuszczone. Stosunkowo najlepiej zachowanym jest Fort II „Mierzwiączka”.
W obrębie twierdzy znajduje się murowana cerkiew z 1886 r., która w grudniu 2021 r. przeszła na własność Polskiego Autokefalicznego Kościoła Prawosławnego.